# Peter Schaufuss
Peter Schaufuss (* 26. April 1949 in Kopenhagen) ist ein dänischer Tänzer, Choreograph und Ballettmeister mit Lehrtätigkeit an der Det Kongelige Teaters Ballettschule.

## Karriere
Peter Schaufuss begann in den späten 1960er Jahren am Königlichen Theater Kopenhagen, wo er in Zusammenarbeit mit Ache guten Erfolg mit dem Rock-Ballett De Homine Urbano hatte, dessen Premiere im Januar 1970 stattfand. Anschließend war er Solotänzer an mehreren ausländischen Truppen, bis er 1984–1990 beim London Festival Ballet den Posten des Ballettmeisters erhielt, dies danach auch an der Deutschen Oper Berlin von 1990 bis 1994 und dem Royal Ballet 1994/1995.
Im Jahr 1997 gründete er das Peter Schaufuss Ballet in Holstebro. Im Jahr 2009 bestand dieses aus 15 Tänzern, meistens Ausländer, und hat während des gesamten Zeitraums Tourneen in Dänemark und im Ausland unternommen. Das Peter Schaufuss Ballett führte 2009 ein Ballett nach der Rock-Oper Tommy von The Who im Vejle Musiktheater auf (Premiere 18. September 2009). Nach einem Streit mit der Holstebro Kommune wegen der Gründung eines neuen Balletts in der Stadt verlor Schaufuss die kommunale Unterstützung und ab 2010 auch die staatliche.